# Aeschynomene latericola
Aeschynomene latericola är en ärtväxtart som beskrevs av Bernard Verdcourt. Aeschynomene latericola ingår i släktet Aeschynomene och familjen ärtväxter. Inga underarter finns listade i Catalogue of Life.